# Drilaster akusekianus
Drilaster akusekianus là một loài bọ cánh cứng trong họ Đom đóm (Lampyridae). Loài này được Nakane miêu tả khoa học năm 1983.